# Medienkorrespondenz
Die Medienkorrespondenz (MK; früher: Funkkorrespondenz) war eine seit 1953 erscheinende deutsche Medienfachzeitschrift. Sie trug bis Ende 2014 den Namen Funkkorrespondenz und erschien wöchentlich. Anfang Januar 2015 wurde sie in Medienkorrespondenz umbenannt; seither erschien die Zeitschrift 14-täglich. Sie wurde zum Jahresende 2021 eingestellt.
In der Medienkorrespondenz waren Artikel und Meldungen über Medienpolitik und Rundfunkanstalten enthalten, ferner Kritiken und Nachrichten über Hörfunk- und Fernsehsendungen. Die Zeitschrift richtete sich nach eigenen Angaben an Intendanten, Programmdirektoren, Produzenten in Fernsehen und Hörfunk, an Medienjournalisten, Medien- und Kommunikationswissenschaftler, an Studenten aus diesem Bereich und an allgemein Medieninteressierte. Die Zeitschrift war ausschließlich per Abonnement erhältlich. Ausgewählte Artikel der Medienkorrespondenz wurden auch auf ihrer Internetpräsenz veröffentlicht.
Nach der Einstellung erscheint seit 2022 stattdessen wöchentlich der digitale KNA Mediendienst, der von der Katholischen Nachrichten-Agentur (KNA) herausgegeben wird.

## Geschichte
Die Zeitschrift hat mehrere Verlagswechsel hinter sich. Ende 2002 wurde die Einstellung der damals noch Funkkorrespondenz heißenden Publikation aus finanziellen Gründen erwogen, was von dem Direktor der Landesanstalt für Medien Nordrhein-Westfalen (LfM) kritisiert wurde. Daraufhin wurde die Zeitschrift 2003 der Verlagsgruppe des Rheinischen Merkurs angegliedert. Diese ging 2010 in die dreipunktdrei mediengesellschaft mbH über, eine 100-prozentige Tochter der Katholischen Nachrichten-Agentur. Die dreipunktdrei mediengesellschaft gibt auch die Fachzeitschrift film-dienst heraus.
Im Februar 2013 gab es Medienberichte, wonach die Einstellung der Fachzeitschrift erneut in Betracht gezogen werde. Der Kölner Stadt-Anzeiger berief sich dabei auf ein Schreiben, in dem der Sekretär der Deutschen Bischofskonferenz für den Verband der Diözesen Deutschlands (VDD) den dreipunktdrei-Geschäftsführer fragt, welche zusätzlichen Mittel zur „Liquidation der Funkkorrespondenz zum 30. Juni 2013“ erforderlich seien. Den finanziellen „Spareffekt“ bei einer Einstellung des Blattes bezeichnete der Geschäftsführer als gering. Das Institut für Medien- und Kommunikationspolitik (IfM) in Berlin veröffentlichte am 11. März 2013 auf seiner Website einen Appell, in dem Persönlichkeiten aus Politik, Wissenschaft und Medienbranche die Deutsche Bischofskonferenz „eindringlich“ bitten, „das weitere publizistische Wirken der Funkkorrespondenz substantiell sicherzustellen“. Am 22. April 2013 entschied der Ständige Rat der Deutschen Bischofskonferenz, dass die Funkkorrespondenz weiterbetrieben werde. Dies sagte ein Sprecher der Bischofskonferenz am 23. April gegenüber der KNA. Der Ständige Rat habe insbesondere das medienethische, medienpädagogische und medienpolitische Engagement der Funkkorrespondenz gewürdigt, erklärte der Sprecher der Bischofskonferenz.
Zum 1. Januar 2015 wurde die Funkkorrespondenz in Medienkorrespondenz umbenannt. Derzeit arbeiten zwei Redakteure für die Medienkorrespondenz. Im Jahr 2002 wurden Chefredakteur Dieter Anschlag und Autor Dietrich Leder für ihre Arbeit bei der (damaligen) Funkkorrespondenz mit dem Bert-Donnepp-Preis für Medienpublizistik ausgezeichnet. Mit dem Bert-Donnepp-Preis 2018 wurde Volker Nünning für seine, so die Jury, „langjährigen, hartnäckigen und tiefschürfenden Recherchen als Redakteur der Medienkorrespondenz“ ausgezeichnet.
Im November 2021 wurde bekannt, dass das Fachmagazin zum Jahresende 2021 eingestellt wird. Stattdessen plant die Katholische Nachrichten-Agentur (KNA), einmal wöchentlich einen digitalen Mediendienst zu publizieren, der den bisherigen Schwerpunkten Rundfunk- und Medienpolitik die Felder Netzpolitik, Medienethik und Medienkompetenz hinzufügt. Der Chefredakteur Dieter Anschlag geht mit Einstellung des Fachmagazins nach knapp 30 Jahren in Ruhestand, die redaktionelle Verantwortung soll der KNA-Chefredakteur Ludwig Ring-Eifel übernehmen.

## Verweise
- medienkorrespondenz.de – Netzauftritt